# Abraxas (musikalbum)
Abraxas, rockbandet Santanas andra album, släppt september 1970. Det hade gått mer än ett år sedan det självbetitlade debutalbumet lanserats när den här skivan släpptes. Albumet anses ofta som Carlos Santanas bästa album. Skivan blev listad i tidningen Rolling Stone som #207 i deras lista The 500 Greatest Albums of All Time.
Här finns många instrumentalla rytmiska låtar lika inspirerade av det latinska soundet som av hårdrock. Gruppens cover på Fleetwood Macs "Black Magic Woman" blev en större internationell hitsingel. Skivan innehåller även den instrumentala lugna "Samba pa Ti" som är en av Santanas kändaste instrumentala kompositioner. 1974 nådde den #27 på brittiska singellistan. Skivomslaget är en målning från 1961 av Mati Klarwein.

## Låtar på albumet
1. "Singing Winds, Crying Beasts" (Carabello) - 4:48
2. "Black Magic Woman/Gypsy Queen" (Green/Szabo) - 5:24
3. "Oye Como Va" (Tito Puente) - 4:19
4. "Incident at Neshabur" (Gianquinto/Santana) - 5:02
5. "Se a Cabo" (Areas) - 2:51
6. "Mother's Daughter" (Rolie) - 4:28
7. "Samba Pa Ti" (Santana) - 4:47
8. "Hope You're Feeling Better" (Rolie) - 4:07
9. "El Nicoya" (Areas) - 1:32

## Listplaceringar
| Lista (1971)   | Position            |
| -------------- | ------------------- |
| Australien     | 1 (Go Set)          |
| Finland        | 2                   |
| Frankrike      | 7                   |
| Kanada         | 2                   |
| Nederländerna  | 7                   |
| Norge          | 3 (VG-lista)        |
| Storbritannien | 7 (UK Albums Chart) |
| Sverige        | 1 (Kvällstoppen)    |
| USA            | 1 (Billboard 200)   |
| Västtyskland   | 5                   |